# Schloss Schönfeld (Altmark)

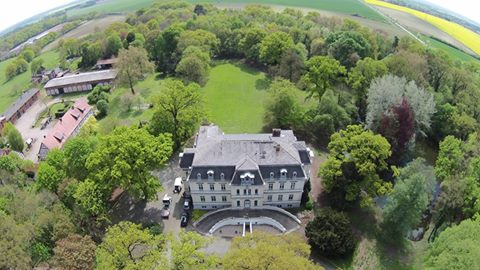
Schloss Schönfeld von oben

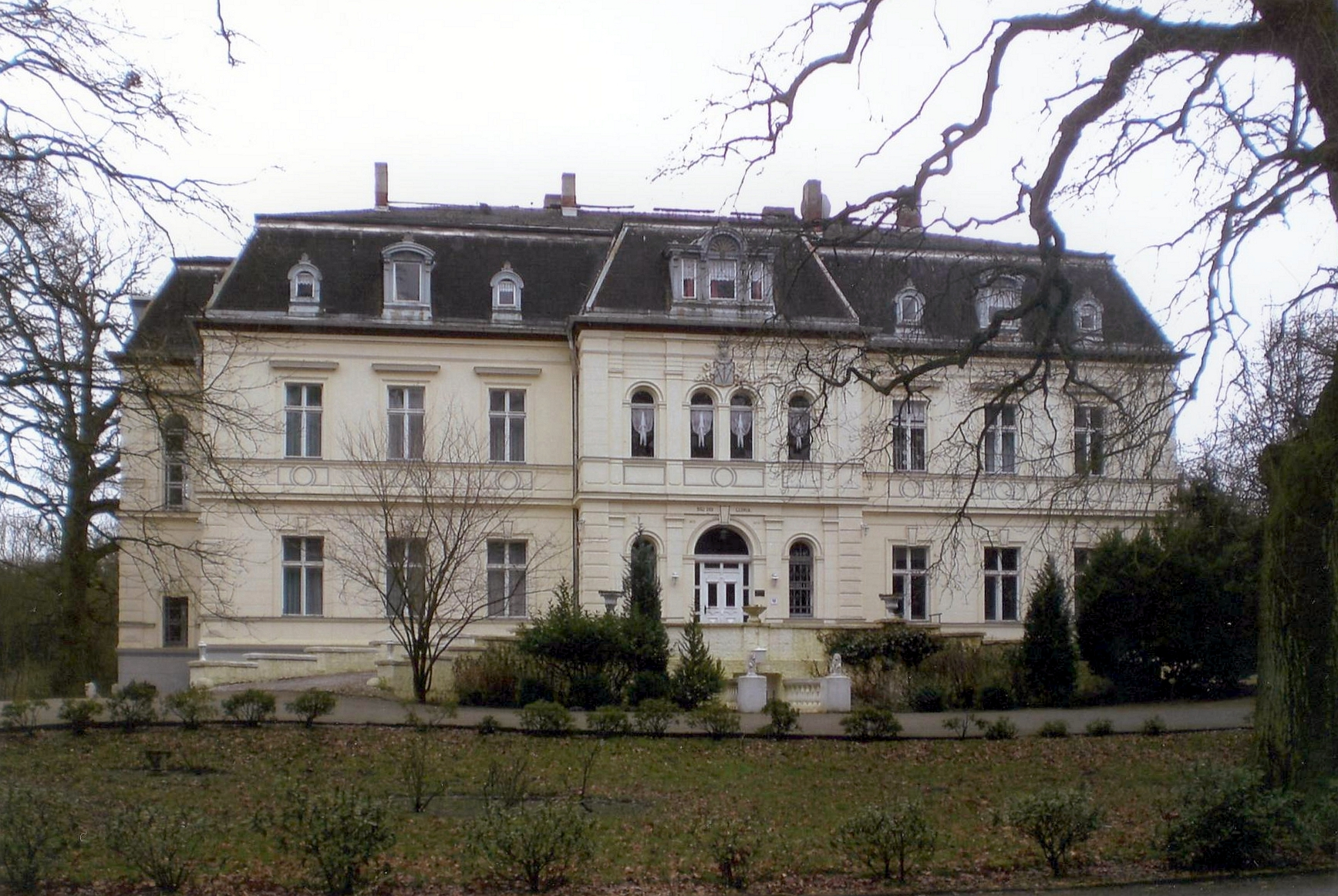
Schloss Schönfeld vor der Renovierung (2009)

Das Schloss Schönfeld ein Schloss im Ortsteil Schönfeld der Stadt Bismark (Altmark) im Landkreis Stendal in Sachsen-Anhalt.

## Lage
Es befindet sich am westlichen Ortseingang des Dorfes.

## Architektur
Das Gebäude ist ein breitgelagerter zweigeschossiger historistischer Putzbau, ein der Renaissance und dem Barock nachempfundenes Bauwerk.
Es steht auf einem hohen Kellersockel und hat ein markantes Mansardwalmdach. Die nach Norden gerichtete Hauptfont ist mit einem dreiachsigen Mittelrisalit ausgestattet, in den das Hauptportal eingelassen ist. Nach Süden hin ausgerichtet sind zwei Flügel angefügt. Während der westliche Flügel nur geringfügig über die Südfront hinausragt, ist der Ostflügel einachsig gestaltet. Zwischen beiden Flügeln wurde eine große mit Balustraden versehene Terrasse angelegt. Über dem Gartenportal befindet sich das Wappen der Familie von Rundstedt mit einer Inschrift „1873 – 1875 soli deo gloria“, zu übersetzen mit „zum ewigen Ruhme“. Die gesamte Südfront ist über dem Untergeschoss mit einem Stuckband verziert. Die Innenräume sind mit Stuckdecken ausgestaltet und teilweise mit Wand- und Deckengemälden geschmückt.

## Park
1885 legte der Gärtner Riemann, ein Schüler des Landschaftsarchitekten Peter Joseph Lenné einen 87.625 m² großen Schlosspark im Stil eines englischen Landschaftsparkes an. Dabei wurden der Gutsteich und teilweise der damals 700 Jahre alte Baumbestand mit einbezogen. Heute stehen im Park 90 verschiedene Gehölze, zu denen auch ein Mammutbaum gehört. Der Gutspark steht seit 1971 unter Naturschutz.

## Geschichte
Otto von Rundstedt erteilte 1873 den Auftrag, westlich des alten Gutshauses ein repräsentatives Schloss auf dem Gelände des Rittergutes Schönfeld errichten zu lassen,
das seit 1509 im Besitz der Adelsfamilie von Rundstedt war. Kurz vorher war ein Teich angelegt worden, auf dessen Aushub der Neubau errichtet wurde, der innerhalb von drei Jahren fertig war.
1945 wurden das Gut und damit das Schloss im Zuge Bodenreform enteignet und kommunaler Nutzung zugeführt. Das Schloss wurde zeitweilig als Landwirtschaftsschule mit Internat und von einer Konsum-Verkaufsstelle genutzt.
Die Familie von Rundstedt konnte 1993 ihr landwirtschaftliches Gut von der Treuhand zurückerwerben und sanierte die alten Gutsgebäude und baute eine Bio-Landwirtschaft auf.
Erst im Jahre 1996 wurde das Schloss vom Land Sachsen-Anhalt privatisiert und an die ostfriesische Familie Röpkes verkauft, die das Gebäude in ein Hotel umbaute, das bis 2007 betrieben wurde und als beliebte Hochzeitslocation und Außenstelle des Standesamtes in Bismark bekannt war. In den Jahren 2007 bis 2012 wurde das Schloss nicht mehr genutzt und stand leer. Der Plan, ab 2011 das Schloss als Seniorenresidenz zu nutzen, konnte nicht realisiert werden. Stattdessen wurde das Schloss von einem Bordellbetreiber übernommen und zum Bordell umfunktioniert.
Im Jahre 2014 wurde das Schloss von einem Hamburger Unternehmer-Ehepaar erworben, die es renovierten und wieder als Veranstaltungsort für Events der Öffentlichkeit zugänglich machten.

## Heutige Nutzung
Im Jahre 2016 wurde der Geschäftsbetrieb im Schloss wieder aufgenommen. Es ist nun wieder eine Außenstelle des Standesamtes in Bismark. Schloss und Park dienen auch als Kulissen für Filmaufnahmen. Der Sender VOX drehte hier für die Hochzeits-Doku „4 Hochzeiten und eine Traumreise“.

## Weblink
- Hochzeitslocation – Eventschloss Schönfeld. In: eventschloss-schoenfeld.de.